# Nikolai Andrejewitsch Kamenski
Nikolai Andrejewitsch Kamenski (russisch Николай Андреевич Каменский; * 17. Oktober 1931 in Moskau; † 21. Juli 2017 ebenda) war ein sowjetischer Skispringer, der in den späten 1950er und den frühen 1960er Jahren aktiv war.
Kamenski wurde 1956 Gesamtsieger der Vierschanzentournee und erreichte zwei Jahre später den dritten Platz. Im selben Jahr gewann er den Skisprung-Wettbewerb beim Holmenkollen-Skifestival. Bei den Olympischen Winterspielen 1960 in Squaw Valley belegte er beim Einzelspringen von der Großschanze den vierten Platz. 1962 gewann er bei der Nordischen Skiweltmeisterschaft in Zakopane beim Einzelspringen von der Großschanze die Silbermedaille hinter Helmut Recknagel.